# Djamal Direh
Djamal Direh (1 de enero de 1997) es un deportista de Yibuti que compite en atletismo. Ganó una medalla de plata en el Campeonato Mundial de Atletismo Sub-20 de 2016, en la prueba de 5000 m.